# John Worthington (universitaire)
John Worthington (1618-1671) est un universitaire anglais. Il est étroitement associé aux platoniciens de Cambridge. Il est maintenant principalement connu comme un chroniqueur bien informé.

## Biographie
Il est né à Manchester et fait ses études à l'Emmanuel College de Cambridge. A Emmanuel, il a Joseph Mede comme professeur et décrit ses méthodes d'enseignement et édite ensuite ses œuvres. Il a également Benjamin Whichcote comme professeur.
Il est maître du Jesus College, Cambridge, de 1650 à 1660, et vice-chancelier en 1657. A la Restauration anglaise, il est remplacé par Richard Sterne, apparemment de son plein gré. Par la suite, il occupe divers postes dans l'église, étant chargé de cours à St Benet Fink à Londres jusqu'à ce qu'il soit incendié dans le grand incendie de Londres en 1666. Il gagne ensuite sa vie à Ingoldsby. À la fin de sa vie, il est chargé de cours à Hackney.
Il épouse Mary Whichcote, en 1657. Elle est la nièce à la fois de Benjamin Whichcote ,, et d'Elizabeth Foxcroft (née Whichcote), épouse d'Ezechiel Foxcroft.

## Correspondance Hartlib
Worthington est un correspondant actif de Samuel Hartlib, le "renseignement", dans la période 1655 à 1662. À la demande de Worthington, le proche collaborateur de Hartlib, John Dury recherche aux Pays-Bas les papiers perdus d'Henry Ainsworth. Il partage avec Hartlib et Dury (ainsi qu'avec Henry More et John Covel) un intérêt pour les Karaïtes. Il est également impliqué dans les relations entre Hartlib et Dury avec Adam Boreel (en) à Amsterdam, notamment le projet Boreel de traduction de la Mishna hébraïque en latin et en espagnol.
Après la mort de Hartlib, Worthington prend la tâche d'organiser ses archives de correspondance, qui ont été achetées par William Brereton (2e baron Brereton). Après une période de près de 300 ans, les paquets sont redécouverts et son système d'archivage persiste.

## Publications
- The Christian's Pattern : a translation of the De Imitatione of Thomas à Kempis (1654)
- John Smith, éditeur de Selected Discourses (Londres, 1660)
- Life of Joseph Mede  avec la troisième édition des Œuvres de Mede (1672)
- The Great Duty of Self-Resignation to the Divine Will (1675)
- The Diary and Correspondence of Dr. John Worthington, 2 vol. (1847-1886, Chetham Society), éditeur James Crossley